# Paździorno
Paździorno est une localité polonaise de la gmina de Kostomłoty, située dans le powiat de Środa Śląska en voïvodie de Basse-Silésie.